# نورمان أورنشتاين
نورمان أورنشتاين (بالإنجليزية: Norman Orenstein)‏ (و. 1945 – م) هو ملحن، ومؤلفو موسيقى تصويرية، من كندا، ولد في تورونتو.

## وصلات خارجية
- نورمان أورنشتاين على موقع IMDb (الإنجليزية)
- نورمان أورنشتاين على موقع ميوزك برينز (الإنجليزية)
- نورمان أورنشتاين على موقع أول ميوزيك (الإنجليزية)
- نورمان أورنشتاين على موقع ديسكوغز (الإنجليزية)
- نورمان أورنشتاين على موقع قاعدة بيانات الفيلم (الإنجليزية)